# Джо Волш (політик)
Вільям Джозеф Волш (англ. William Joseph Walsh; нар. 27 грудня 1961, Норт-Баррингтон, Іллінойс, США) — американський політик консервативних поглядів, член Республіканської партії, конгресмен Палати представників США у 2011—2013 роках.

## Життєпис
Вільям Джозеф Волш народився 27 грудня 1961 року в Норт-Баррингтон, Чикаголенд, у родині банкіра. Після закінчення школи 1980 року, продовжив навчання в Гріннельському коледжі. У 1985 році Джозеф Волш отримав ступінь бакалавра мистецтв з англійської мови в Університеті Айови, 1991 року закінчив магістратуру в Школі публічної політики імені Гарріса у Чикаго. Працював соціальним працівником, допомагав працевлаштуванню молоді в Чикаго. Викладав історію Америки в Октонському громадському коледжі й Гебрейському теологічному коледжі.

## Політична діяльність

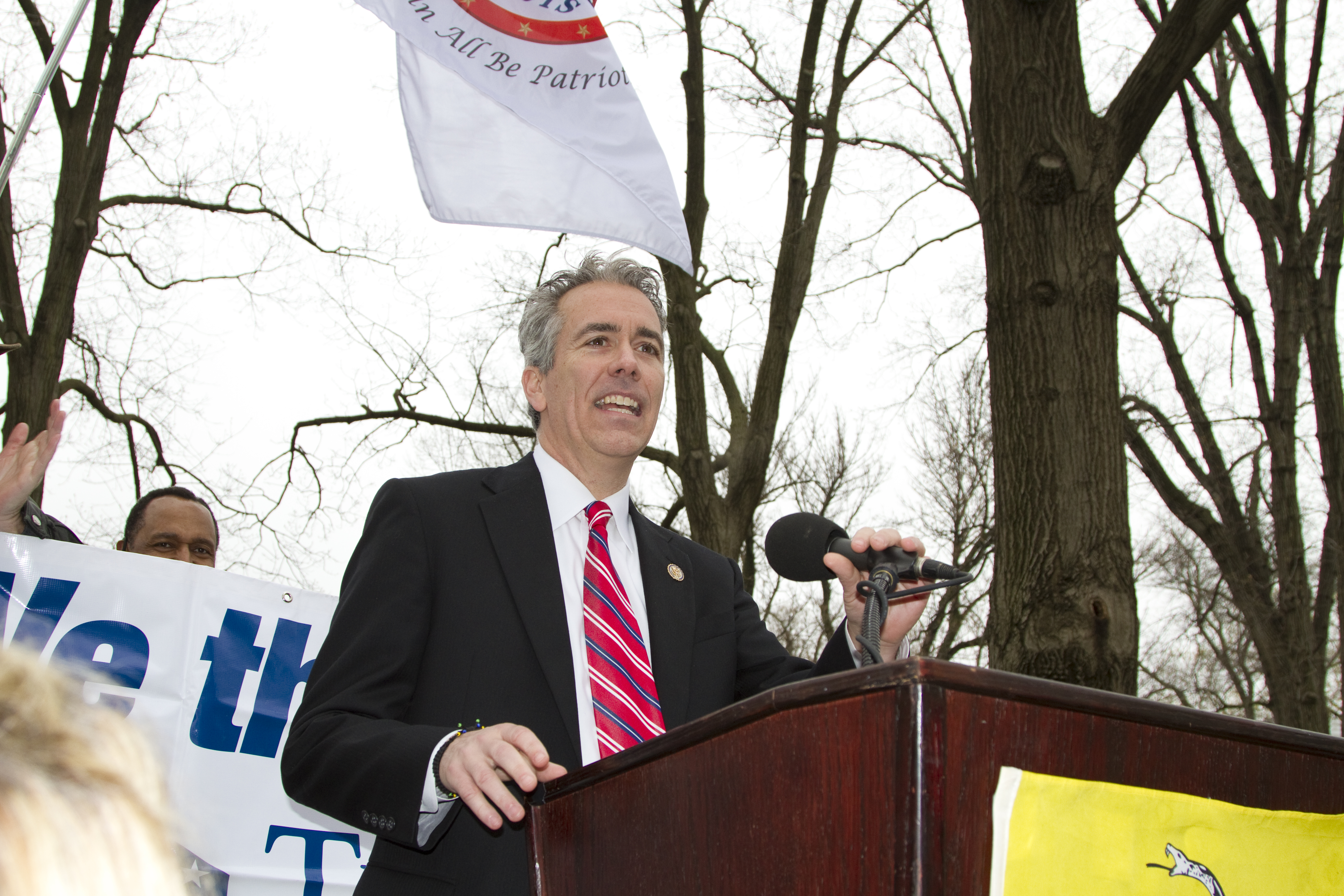
Джо Волш виступає перед прихильниками Руху Чаювання. 31 березня 2011 року

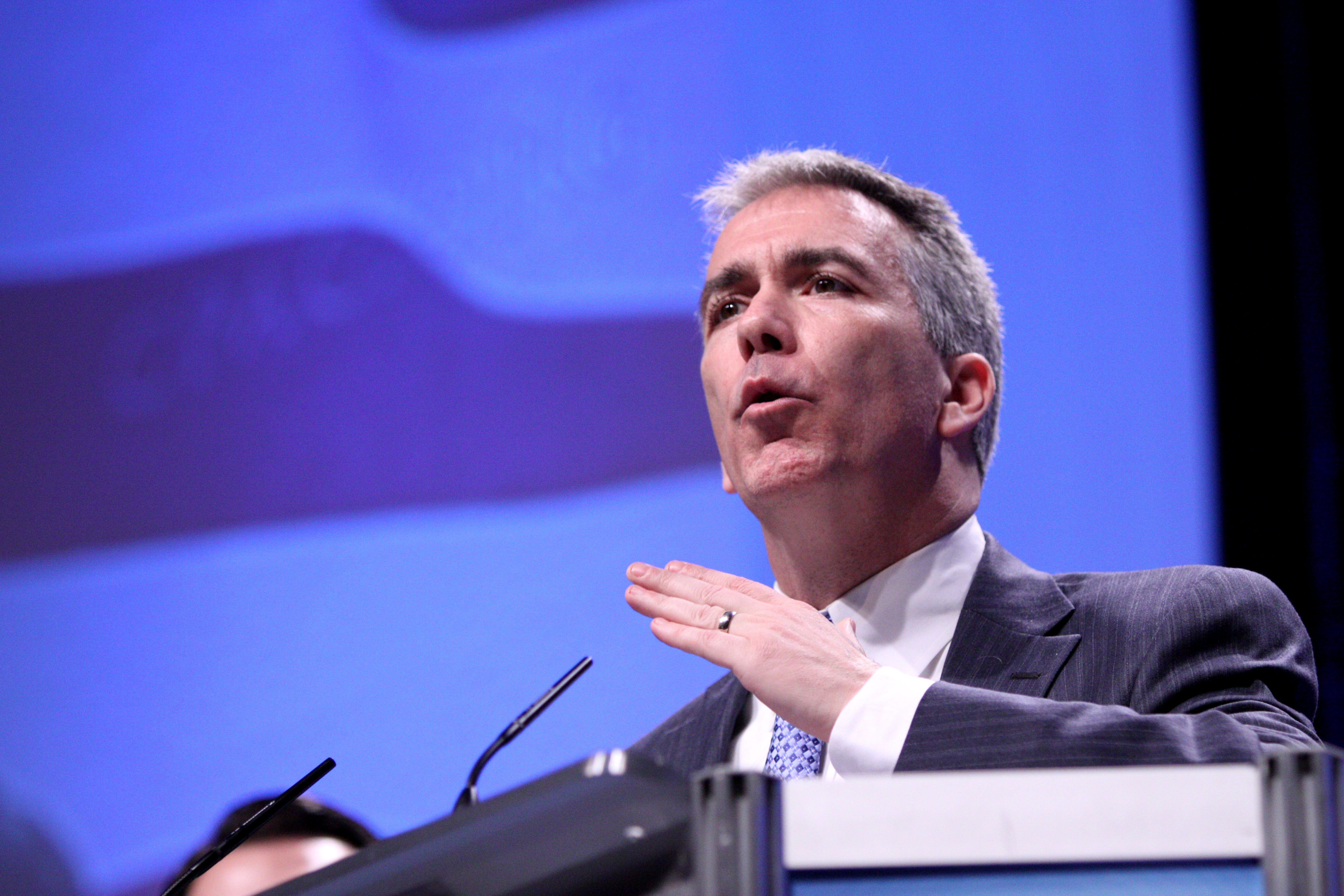
Джо Волш виступає на Конференції консервативної політичної дії (CPAC) у Вашингтоні. 12 лютого 2011 року

Логотип президентської кампанії Волша

Джо Волш безуспішно балотувався 1996 року до Палати представників США та до Генеральної асамблеї Іллінойсу в 1998 році.
У 2010 році Джо Волш, майже не маючи партійної підтримки, переміг демократку Мелісу Бін на виборах до Палати представників США в 8-му окрузі штату Іллінойс. Із 3 січня 2011 року до 3 січня 2013 року займав посаду конгресмена Палати представників США, де був одним із найрізкіших критиків адміністрації Обами.
Джо Волш спочатку був прихильником Дональда Трампа, але згодом почав його критикувати. Він підтримав кандидатуру Трампа на минулих виборах, хоча й не вірив, що той зможе перемогти в Іллінойсі.
25 серпня 2019 року Джо Волш, у прямому етері програми «This Week» на телеканалі «ABC», оголосив про намір брати участь у праймерізі Республіканської партії на президентських виборах 2020 року. 7 лютого 2020 року Джо Волш в інтерв'ю «CNN», оголосив, що припиняє свою виборчу кампанію та виходить із президентських перегонів, після незадовільних результатів (отримавши лише 1,1 % голосів), які він здобув під час партійних зборів в Айові.

## Медійна кар'єра
Після завершення своєї каденції у Конгресі Джо Волш став ведучим ток-шоу в Чикаго. Із 2013 року він веде «Шоу Джо Волша», виступаючи в ролі консервативного політичного коментатора. Його радійне ток-шоу виходить в етері у декількох великих містах США, таких як Чикаго, Нью-Йорк, Фінікс, Даллас і Денвер. 3 травня 2018 року Джо Волш почав працювати на «Newsmax TV», кабельний канал новин.

## Політичні погляди
Джо Волш дотримується консервативних поглядів. Він виступає за розширення податкових пільг, скасування податку на нерухомість і зниження ставок корпоративного податку. Джо Волш є противником виплати допомоги з безробіття, вважаючи, що ці пільги занадто дорого обходяться для країни. Він також вважає, що економічні інтереси США завжди повинні стояти на першому місці під час обговорення будь-яких кліматичних угод. Джо Волш має проізраїльські погляди, виступав за анексію Ізраїлем палестинських територій. Джо Волш є противником абортів.

## Особисте життя
Джо Волш був двічі одружений, у нього троє дітей та два пасинка.
У 2006 році Джо Волш одружився з Гелен Волш, яка представляла штат Іллінойс у Палаті представників з 2018 по 2019 роки.